# Firma in calce
Con la locuzione firma in calce, nel linguaggio burocratico, si intende specificare che la firma deve essere apposta nella parte inferiore di un documento.

## Etimologia
Questa dicitura trova uso su larga scala nell'ambito giuridico e spesso viene utilizzata nel linguaggio burocratico.
Sull'origine di questo termine vi sono principalmente due interpretazioni:
- nella prima, la parola calce deriverebbe dal greco calix, materiale di colore bianco utilizzato per marcare il termine di un percorso durante una gara. Da qui la parola calce assume il significato di "alla fine" o "in fondo", andando quindi ad individuare la fine del documento.
- nella seconda, la parola calce deriverebbe dal latino calx/calcis, che significa "tallone" o "calcagno" e quindi "parte bassa di qualcosa". Firmare in calce significa quindi firmare alla fine del documento.